# SN 1995G
SN 1995G – supernowa typu IIn odkryta 23 lutego 1995 roku w galaktyce NGC 1643. W momencie odkrycia miała maksymalną jasność 15,50m.